# Ana Canalias Mestres
Anna Canalias Maestros (Magallón, Zaragoza, 1886-Molins de Rey, Barcelona, 1934), también conocida como Agna Canalias, fue una maestra, escritora, pedagoga y feminista española.

## Biografía
Aunque nacida en el pueblo aragonés de Magallón, vivió toda su niñez en Molins de Rey. El 1905, acabados los estudios de Magisterio, se instaló en Barcelona e impartió clases nocturnas en un ateneo obrero hasta el 1910, escuela a la que acudían las trabajadoras fabriles del barrio.
Entre 1910 y 1913 Anna amplió estudios en la Escuela de Estudios Superiores de Magisterio de Madrid, un centro en la línea pedagógica de la Institución Libre de Enseñanza. Aun así el creciente catalanismo despertaba un proporcional españolismo en algunos sectores del profesorado de la Escuela de Madrid, por lo que sus publicaciones de poesía en catalán le reportaron algunos ataques de aquel sector. En 1921 concursó para obtener plaza a la Escuela Normal de Palma de Mallorca, donde junto con otras compañeras supusieron un revulsivo dentro del entorno conservador. En sus artículos feministas en la prensa mallorquina predicaba el pacifismo y la necesidad de la intervención femenina en la elaboración de las leyes y, por lo tanto, el acceso al sufragio femenino. En esa ciudad cofundaría una asociación feminista organizando actos culturales y cursos de taquigrafía, de corte y confección, y clases de formación primaria para adultas. En 1931 se identificó con la línea socio-ideológica de la Segunda República Española, pero tuvo que cesar en su actividad por una enfermedad del corazón en 1933. Murió al año siguiente en Molins de Rey.